# Luca Marchegiani
Luca Marchegiani (* 22. Februar 1966 in Ancona (AN)) ist ein ehemaliger italienischer Torhüter.

## Karriere
Seine Karriere begann der aus der Region Marken stammende Marchegiani Mitte der 1980er Jahre bei unterklassigen Vereinen, bevor er 1987 zu Brescia Calcio in die Serie B wechselte. Ein Jahr später wechselte er zu Torino Calcio, wo er zum Stammtorhüter avancierte. Mitte der 1990er Jahre wechselte er zu Lazio Rom, wo er über 10 Jahre hinweg bleiben sollte, bevor er seine Karriere von 2003 bis 2005 bei Chievo Verona ausklingen ließ.
Bei der Fußball-Weltmeisterschaft 1994 absolvierte er drei Spiele für Italien und wurde 2000 als Stammtorhüter mit Lazio italienischer Meister. 
Als Profi absolvierte Marchegiani insgesamt 625 Spiele, 489 davon waren Ligaeinsätze. In seiner Karriere spielte er ausschließlich bei italienischen Klubs.

## Sonstiges
Sein Sohn Gabriele (* 1996) ist ebenfalls Profifußballer auf der Position des Torhüters.